# Sigrun Berg

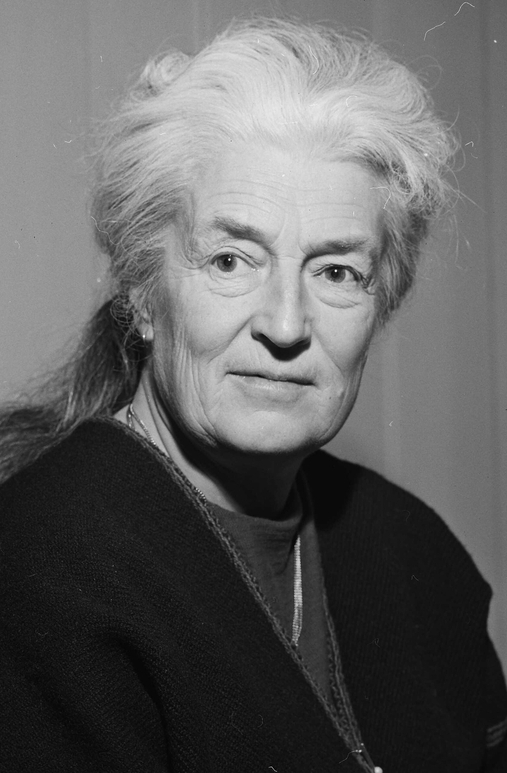
Sigrun Berg, 1964.

Sigrun Berg, född 18 maj 1901 i Kristiania, död 18 maj 1982 i Oslo, var en norsk vävare och textilformgivare.
Berg utbildade sig vid Statens håndverks- og kunstindustriskole och Statens Kunstakademi. Hon var formgivare vid De Forenede Ullvarefabrikker 1957–1965 och engagerade sig för att stärka konsthantverk som bisyssla på landsbygden. Dessutom arbetade hon för att höja kvaliteten på fabrikstillverkade textilier i Norge.
Berg utförde bland annat tio stora, färgrika ryor till Bodø domkyrka, bidrog till den textila utsmyckningen av Håkonshallen och utförde arbeten till bland annat Askers rådhus, Alstadhaugs kyrka och en ridå till Sandefjords rådhus.
Från 1947 drev Berg en egen vävstuga i Oslo. År 1963 mottog hon Jacobpriset.
Sigrun Berg var dotter till politikern Paal Berg samt mor till botanikern Per Wendelbo.